# Tryton
Tryton — высокоуровневая платформа для разработки приложений, использующая трехуровневую архитектуру, на основании которой создано бизнес-решение (или ERP), представленное с помощью так называемых модулей Tryton.
Платформа Tryton представлена как трехуровневая архитектура: клиент, сервер и СУБД (PostgreSQL, MySQL, SQLite). Платформа вместе с официальными модулями лицензирована по GPLv3.
Название «Tryton» программа получила благодаря слиянию двух слов: Тритон, наибольший спутник планеты Нептун, и язык программирования Python.
Tryton начал своё развитие как форк TinyERP версии 4.2 (которая позже стала носить название OpenERP). Первая версия была выпущена в ноябре 2008 г., она содержала в себе значительно переработанный код ядра системы и её основных модулей.
В противовес своему родительскому проекту и другим открытым бизнес-программам Tryton отказался от создания партнерской сети, которая стремится внести двойственность и противопоставление между партнерами и сообществом добровольцев. Они наследовали пример PostgreSQL, где проект сопровождается объединением компаний.
Процесс выпуска (релизы) программы организован с помощью серий. Серии — это комплекты релизов с неизменными двумя первыми цифрами (1.0 или 1.2), которые используют одинаковый API и схему баз данных. Новые серии появляются каждые шесть месяцев, а новые версии старых релизов предоставляются после исправления найденных ошибок.

## Модули и функциональность
Официальные модули обеспечивают функциональность следующих областей:
- Бухгалтерский учёт
- Управление закупками
- Управление запасами
- Управление продажами
- Управление проектами
- Учёт рабочего времени
- Календарь

## Технические возможности
Клиентская и серверная части программы написаны на Python, клиент также использует GTK+. Обе части доступны на таких платформах, как Linux, MacOS и Windows. Portable-версия Neso включает в себя как клиента так и сервер.
Ядро программы обеспечивает технические средства нужные большинству бизнес-программ. Однако это не связано с какой-либо частной функциональностью объектов, а формирует основную цель фреймворка:
- Целостность данных: обеспечивается объектами, называемыми «модели», они легко создаются, переносятся, дают простой доступ к отдельным атрибутам.
- Управление пользователями: Ядро системы включает в себя основные возможности управления пользователями: пользовательские группы, правила доступа к моделям, записям и т. д.
- Workflow (последовательность работ): позволяет активировать workflow для любой бизнес-модели.
- Движок отчетов: Движок для создания отчетов основан на relatorio, который использует ODT-файлы в качестве шаблонов для генерации ODT или PDF-отчетов.
- Интернационализация: Tryton доступен на английском, французском, немецком, испанском, итальянском и русском языках. Новые переводы могут быть добавлены непосредственно из клиентской части программы.
- Ведение истории данных: Сохранение истории вводимых данных может быть активировано в любой бизнес-модель, что позволяет, к примеру, получить список всех прошлых значение себестоимости любого продукта. Оно также позволяет динамически получать доступ к записям в любой прошедший момент времени: например, информация о клиентах в каждом открытом счете будет той же, что и на момент его выписки.
- Поддержка DAV протоколов: WebDAV, CalDAV и CardDAV позволяют осуществлять управление документооборотом, синхронизацию календарей и контактов.
- Поддержка XML-RPC, NET-RPC и начиная с версии 1.8 JSON-RPC протоколов.
- Независимость программы от отдельного сервера баз данных реализована в серии 1.2 и начиная с серии 1.4 для этого используется SQLite, что позволяет работать с portable-версией программы.
- Возможность работы в режиме множественных серверов с одной базой данных.
- Встроенный механизм автоматической миграции: позволяет обновлять существующую схему базы данных не требуя постороннего вмешательства. Миграция гарантируется от серии к серии (релизы относящиеся к различным сериям не поддерживают миграцию). Такая автоматизация является возможной благодаря тому, что процесс миграции учитывается разработчиками, и поэтому тестируется непрерывно с реализацией новых функций.
- Расширенная модульность: Модульность позволяет применять многоуровневый подход к бизнес-концепциям, который обеспечивает большую гибкостью, что в свою очередь, ускоряет разработку.